# Abarema commutata
Abarema commutata é uma espécie de legume da família das Leguminosae nativa da Guiana e Venezuela.